# Садовое (Ивановский район)
В Амурской области также есть сёла Садовое в Благовещенском городском округе и Садовое в Тамбовском районе.
Садо́вое — село в Ивановском районе Амурской области России. Входит в состав Правовосточного сельсовета.

## География
Село Садовое стоит на правом берегу реки Маньчжурка (левый приток Ивановки, бассейн Зеи).
Село Садовое расположено к юго-востоку от районного центра Ивановского района села Ивановка, расстояние (через Некрасовку) — 10 км.
На юго-восток от села Садовое идёт дорога районного значения к селу Правовосточное.

## Население
| 2002 | 2010 | 2012 | 2013 | 2014 | 2015 | 2016 |
| ---- | ---- | ---- | ---- | ---- | ---- | ---- |
| 162  | ↘132 | ↘127 | ↘123 | ↘106 | ↘104 | ↘102 |
| 2017 | 2018 |      |      |      |      |      |
| ↘97  | ↗98  |      |      |      |      |      |

## Улицы
В селе имеются две улицы: Дорожная и Центральная.

## Экономика
Сельскохозяйственные предприятия Ивановского района.